# Kanał Manchesterski
Kanał Manchesterski (ang. Manchester Ship Canal) – kanał żeglugowy w Wielkiej Brytanii, zbudowany w latach 1887–1894, o długości 58 km. Kanał ten łączy Manchester z Zatoką Liverpoolską, przebiegając przez miasto Eastham, na lewym brzegu rzeki Mersey.